# Odorrana leporipes
Odorrana leporipes är en groddjursart som först beskrevs av Werner 1930.  Odorrana leporipes ingår i släktet Odorrana och familjen egentliga grodor. IUCN kategoriserar arten globalt som otillräckligt studerad. Inga underarter finns listade i Catalogue of Life.